# Dinamo tachimetrica
È un trasduttore di velocità, che converte la velocità di rotazione di un dispositivo (generalmente un motore elettrico) in un segnale elettrico (in particolare una tensione continua). È formata da una dinamo accoppiata meccanicamente all'albero rotante di cui si vuole misurare la velocità di rotazione.
L'accoppiamento tra dinamo ed albero deve essere molto accurato affinché siano eliminati o ridotti gli errori nella misura. Le dinamo tachimetriche generano una tensione di uscita proporzionale al numero di giri compiuti dall'albero. La relazione fisica ideale che lega tensione di uscita  Vu con la velocità è la seguente:
Vu = k Ф n
dove: k  è una costante propria della particolare dinamo tachimetrica considerata e dipende dalle soluzioni costruttive scelte; Ф rappresenta il flusso magnetico  costante all'interno della dinamo tachimetrica; n rappresenta la velocità di rotazione espressa in giri/minuto. kФ è complessivamente la costante tachimetrica. Dal punto di vista grafico, se disponiamo su un sistema di riferimento cartesiano, sull'asse delle ascisse il numero di giri n e sull'asse delle ordinate la tensione  Vu otteniamo una retta. In realtà  la dinamo tachimetrica genera una tensione non perfettamente continua. La dinamo tachimetrica può essere comunque considerata un trasduttore lineare: infatti la sua precisione di misura è al massimo dell'ordine dell'uno per cento.
Di solito per generare il flusso magnetico Ф vengono utilizzati dei magneti permanenti nello statore (parte fissa della dinamo tachimetrica). Nel caso in cui l'elettronica della dinamo sia in grado di analizzare la variazione di tensione in uscita rispetto all'intervallo di tempo in cui essa avviene, il dispositivo diventa un trasduttore di accelerazione.
Il difetto principale è costituito dalla presenza delle spazzole (inoltre cfr. il paragrafo Macchina a spazzole nella voce Macchina in corrente continua) le quali generano disturbi - in particolare in corrispondenza del loro passaggio sulle zone di isolamento del collettore - e ne riducono in modo significativo l'affidabilità in quanto si usurano. Questo trasduttore ha una scarsa risoluzione alle basse velocità.